# Jüdischer Mischling

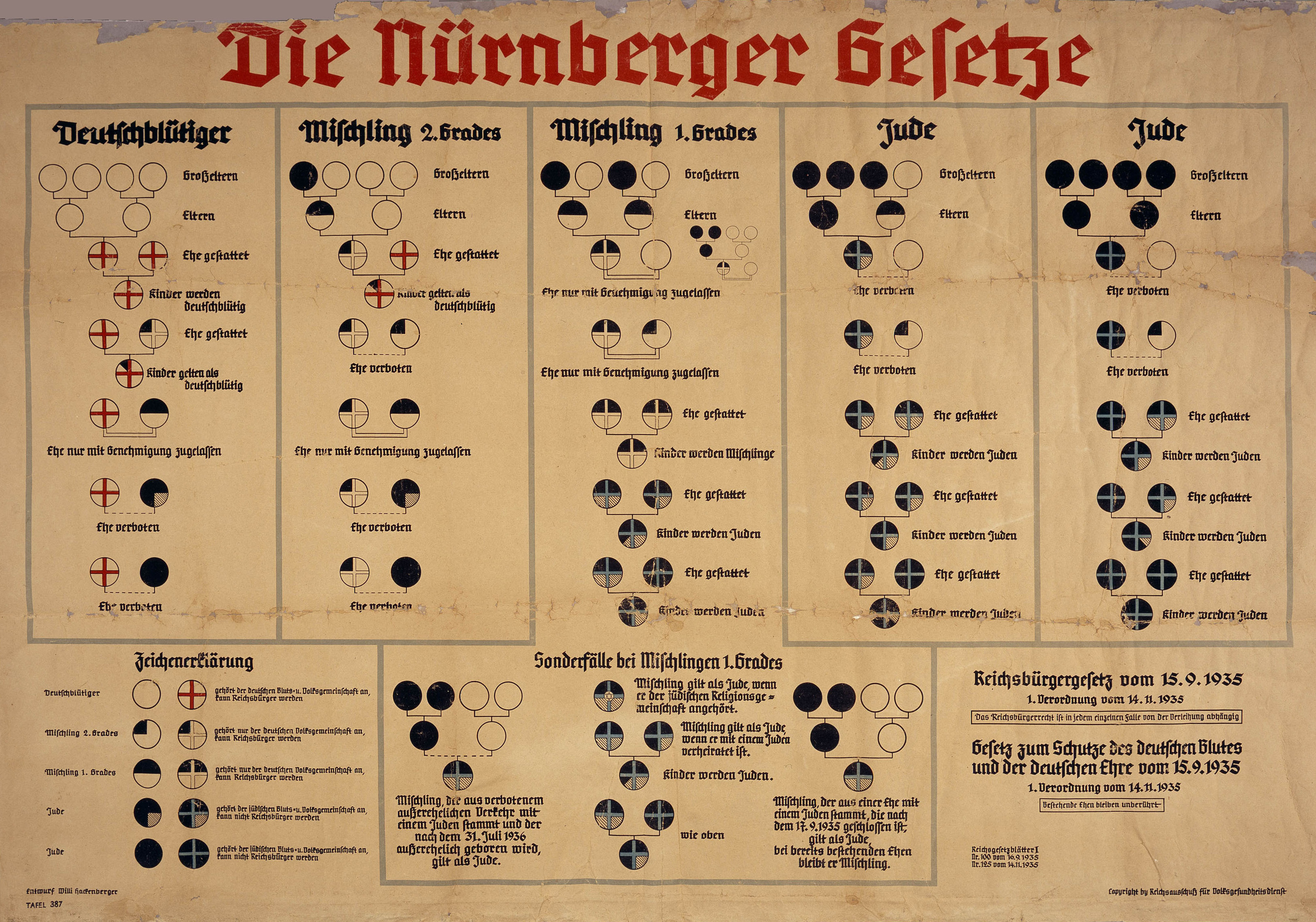
Nürnberger Gesetze

Der nationalsozialistische und rassentheoretische Begriff „jüdischer Mischling“ wurde in der Ersten Verordnung zum Reichsbürgergesetz vom 14. November 1935 definiert. „Jüdische Mischlinge“ waren demnach Deutsche, die von einem oder zwei „volljüdischen“ Großeltern abstammten, jedoch keine weitergehende Bindung zum Judentum hatten. Wer hingegen – bei gleicher Abstammung von zwei jüdischen Großeltern – der jüdischen Religionsgemeinschaft angehörte oder mit einem Juden verheiratet war, wurde den „Volljuden“ gleichgestellt und als „Jude“ bezeichnet – später wurde dafür der Begriff „Geltungsjude“ benutzt.

## Unterscheidungen
Beim Heiratsverbot von Juden mit „Deutschblütigen“, das nach den Nürnberger Rassegesetzen ausgeformt und in Verordnungen gefasst wurde, war von Bedeutung, ob ein „jüdischer Mischling“ zwei volljüdische Großelternteile oder nur einen entsprechenden Großelternteil hatte. In einem Runderlass des Reichsinnenministers Wilhelm Frick vom 26. November 1935 wurden dafür die Begriffe „jüdischer Mischling ersten Grades“ beziehungsweise „jüdischer Mischling zweiten Grades“ geprägt. Zunehmend wurden in Gesetzeskommentaren, Zeitungen und Schulbüchern dafür auch die leichter verständlichen Begriffe „Halbjude“ und „Vierteljude“ verwendet, die im Duden erstmals 1941 zu finden sind.
Die „jüdischen Mischlinge ersten Grades“ waren wachsendem Verfolgungsdruck ausgesetzt. Radikale Antisemiten in der NSDAP, im Stab des Stellvertreters des Führers und im Reichssicherheitshauptamt drängten spätestens ab 1941 darauf, auch diese Gruppe „in den Osten“ zu deportieren und damit in die Judenvernichtung einzubeziehen.

## Zahlenangaben
Die Zahl der in Deutschland lebenden Juden wurde von den Nationalsozialisten weit überschätzt. Reichsärzteführer Leonardo Conti sowie das Reichsinnenministerium gingen 1935 fälschlich davon aus, dass außer den „Volljuden“ in Deutschland noch 750.000 „Mischlinge“ wohnten.
Tatsächlich wird die Gesamtzahl der „Mischlinge“ für das Jahr 1933 seriös auf 150.000 geschätzt. Von den „Mischlingen ersten Grades“ waren rund zehn Prozent jüdischer Konfession, bei den „Mischlingen zweiten Grades“ nur ein Prozent. Die Mehrheit der Mischlinge war also nach Definition der Ersten Verordnung zum Reichsbürgergesetz rechtlich als „jüdischer Mischling“ einzuordnen.
1939 lebten in Deutschen Reich (im „Altreich“ mit Österreich) noch rund 330.000 Juden und 64.000 „jüdische Mischlinge ersten Grades“, 7.000 „Geltungsjuden“ und 42.000 „jüdische Mischlinge zweiten Grades“ mit nur einem jüdischen Großelternteil.

## Heiratsbeschränkung ab 1935
Das Reichsbürgergesetz hatte 1935 allen „jüdischen Mischlingen“ eine (vorläufige) „Reichsbürgerschaft“ zuerkannt und sie damit besser gestellt als „Juden“ und „Geltungsjuden“. Innerhalb dieser privilegierten Gruppe der „Mischlinge“ wurden „jüdische Mischlinge zweiten Grades“, die nur einen jüdischen Großelternteil hatten, deutlich bevorzugt: Nach nationalsozialistischer Auffassung war das rassisch kostbare „arische“ Blut dieser „Vierteljuden“ zu bewahren; der geringe jüdische Blutsanteil werde im Laufe von Generationen verblassen. Daher durften „jüdische Mischlinge zweiten Grades“ auch nach 1935 „Deutschblütige“ ehelichen. Ehen zwischen zwei „jüdischen Mischlingen zweiten Grades“ sollten hingegen nicht geschlossen werden. Für die Heirat eines „jüdischen Mischlings ersten Grades“ mit einem „Mischling zweiten Grades“ oder einem „Deutschblütigen“ musste eine Genehmigung eingeholt werden. Dazu wurden die „körperlichen, seelischen und charakterlichen Eigenschaften des Antragstellers“ begutachtet sowie der Einsatz im Weltkrieg und die Familiengeschichte bewertet. Nach einem langwierigen mehrstufigen Verfahren traf der Reichsausschuss zum Schutze des deutschen Blutes eine Entscheidung, die vom Reichsinnenministerium und dem Stab des Stellvertreters des Führers gebilligt oder verworfen werden konnte. Gemäß § 7 der „Ersten Verordnung zum Reichsbürgergesetz“ und § 16 der „Ersten Verordnung zur Ausführung des Gesetzes zum Schutze des deutschen Blutes und der deutschen Ehre“ vom 14. November 1935 (RGBl. I, 1334) hatte sich Hitler selbst die letztinstanzliche Entscheidung vorbehalten.
Solchen Anträgen wurde selten stattgegeben; nach 1942 wurden Anträge auf „Befreiung von den Vorschriften nach § 7“ und Anträge von „Geltungsjuden“ auf eine günstigere Einstufung für die Dauer des Krieges nicht mehr angenommen.
Verstöße gegen das von Nationalsozialisten geschaffene Eherecht, etwa durch Eheschließung im Ausland, wurden als „Rassenschande“ mit Strafe belegt.

## Wachsender Verfolgungsdruck
„Jüdische Mischlinge“ waren von Verfolgungsmaßnahmen, denen die Juden in der Zeit des Nationalsozialismus ausgesetzt waren, nicht in gleicher Weise betroffen. Sie mussten keine Judenvermögensabgabe zahlen, keinen Judenstern tragen und wurden bei der Deportation verschont. Allerdings verlangten starke Kräfte innerhalb der NSDAP wiederholt, jede Vorzugsbehandlung der „jüdischen Mischlinge ersten Grades“ aufzuheben, und versuchten hartnäckig, die günstigere Einstufung von „Mischlingen“ zu beseitigen.
Adolf Eichmann berief im August 1941 eine Konferenz ein, bei der Vertreter des Rassenpolitischen Amtes der NSDAP, des Reichssicherheitshauptamtes und der Parteikanzlei der NSDAP die Judenpolitik in den besetzten Ostgebieten koordinierten; danach sollten „Mischlinge“ grundsätzlich als Juden gelten. Tatsächlich wurde in den besetzten Ostgebieten so verfahren; nur in der Slowakei und Kroatien wurden „Mischlinge“ von Vernichtungsaktionen verschont. Anfang 1942 schlug Reinhard Heydrich auf der Wannseekonferenz vor, deutsche „Mischlinge ersten Grades“ grundsätzlich in die Deportationen einzubeziehen; andere plädierten für eine Zwangssterilisation. Diese Pläne wurden nicht umgesetzt, doch blieb die Lage der „jüdischen Mischlinge“ unsicher. Adolf Hitler kündigte im Mai 1942 eine verschärfte Gangart gegen die „Mischlinge“ an. Tatsächlich nahm der Verfolgungsdruck zu, und ab 1942 verschlechterte sich die Existenzgrundlage für „jüdische Mischlinge ersten Grades“ auf vielen Feldern. So verfügte das Reichssicherheitshauptamt am 5. November 1942, dass „jüdische Mischlinge ersten Grades“, die in Konzentrationslagern innerhalb des Reiches inhaftiert waren, wie auch dort gefangene „Volljuden“ nach Auschwitz oder Lublin überstellt werden sollten.

### Bildungsbeschränkungen
Das Gesetz gegen die Überfüllung deutscher Schulen und Hochschulen vom 25. April 1933 beschränkte den Zugang von Juden zu höheren Bildungsanstalten, aber „jüdische Mischlinge“ durften noch mittlere und höhere Schulen besuchen. Sie konnten die Reifeprüfung ablegen, doch berechtigte diese nicht unbeschränkt zur Aufnahme eines Studiums. Ab 1937 war ihnen ein Pharmazie- und Medizinstudium verwehrt. Nach Kriegsbeginn 1939 wurden „jüdische Mischlinge ersten Grades“ kaum noch zum Studium zugelassen; ab 1942 wurde auch die Zulassung von „Mischlingen zweiten Grades“ restriktiver gehandhabt.
Das Reichsministerium für Wissenschaft, Erziehung und Volksbildung verschärfte für „Mischlinge ersten Grades“ am 25. Oktober 1940 die Zulassungsbeschränkungen zum Hochschulstudium beziehungsweise dessen Fortsetzung. Mit Erlass vom 2. Juli 1942 wurden „Mischlinge ersten Grades“ vom Besuch der Haupt- und weiterführenden Schulen, ab Oktober 1943 auch von Berufsschulen ausgeschlossen. An der Kinderlandverschickung durften sie (anders als die „Mischlinge zweiten Grades“) bis 1943 nicht teilnehmen, so dass sie häufig keinen geregelten Schulunterricht mehr erhielten. Die reichsweit geltenden Beschränkungen wurden mancherorts durch Eigeninitiative von Parteifunktionären und Schulleitern verschärft, indem etwa die Teilnahme an Klassenfahrten verweigert oder privater Musikunterricht untersagt wurden.
„Jüdische Mischlinge“ beider Grade wurden in die Allgemeine HJ aufgenommen und 1939 dort sogar dienstpflichtig. Ab 18. Oktober 1941 waren – von wenigen Sonderfällen abgesehen – lediglich „jüdische Mischlinge zweiten Grades“ zugelassen. Nichtmitglieder der Hitlerjugend wurden von etlichen Veranstaltungen ausgeschlossen; sie durften zum Beispiel keinen privaten Musikunterricht nehmen. „Jüdische Mischlinge ersten Grades“ waren von der Mitgliedschaft der NSDAP und ihrer Gliederungen ausgeschlossen. Sie konnten zwar in anderen Organisationen aufgenommen werden, dort jedoch Ämter nur mit besonderer Erlaubnis ausüben.

### Berufsausübung
Nach dem Deutschen Beamtengesetz von 1937 waren „jüdische Mischlinge“ jeden Grades aus dem Beamtenverhältnis zu entlassen. Die Leitung der „Deutschen Evangelischen Kirchenkanzlei“ übernahm 1939 diese Bestimmung sinngemäß und entließ Geistliche und Kirchenbeamte, sofern ein jüdischer Großelternteil nachweisbar war.
In der Regel konnten nur „jüdische Mischlinge zweiten Grades“ weiter als Angestellte im öffentlichen Dienst tätig sein; „Mischlinge ersten Grades“ wurden fast ausnahmslos entlassen. Aus den obersten Reichsbehörden sollten 1944 die „jüdischen Mischlinge“ und „jüdisch Versippten“ restlos entfernt werden.
Anwaltsberufe und ärztliche Berufe waren nicht oder nur beschränkt zugänglich. Der Reichsärzteführer bestimmte Ende 1938, dass „in nächster Zeit“ kein jüdischer Mischling als Arzt bestellt werden dürfe; als Apotheker waren jüdische Mischlinge ersten und zweiten Grades zugelassen. Vom Anwaltsberuf waren jüdische Mischlinge infolge des Beamtengesetzes ausgeschlossen, da im Ausbildungsgang eine dreijährige Beschäftigung im Justizdienst vorgeschrieben war.
Nach einer Richtlinie von Goebbels vom Januar 1939 konnten Mischlinge ersten Grades und „arische“ Männer mit jüdischen Ehefrauen nur mit Genehmigung, Mischlinge II. Grades unbeschränkt Mitglied in der Reichskulturkammer sein, deren Mitgliedschaft eine Voraussetzung für eine entsprechende Berufsausübung war. Vor allem bei prominenten Kulturschaffenden wurden großzügig Ausnahmen gemacht. Sachbearbeiter des Arbeitsamtes entschieden darüber, ob ein „Mischling“ eine Lehrstelle im kaufmännischen oder handwerklichen Bereich erhielt oder aber als Hilfsarbeiter eingesetzt wurde.
Die Gestapo überprüfte noch vor Kriegsbeginn alle Arbeitnehmer in kriegswichtigen Betrieben, um „Mischlinge“ nicht in „wichtigen Stellen“ zu belassen. Dies war mit Fortdauer des Krieges nicht durchzuhalten; 1942 wurde verlautbart, man müsse wegen des Arbeitskräftemangels „im gegenwärtigen Zeitpunkt die grundsätzlichen Bedenken gegen die Beschäftigung jüdischer Mischlinge in Rüstungsbetrieben“ zurückstellen. Nicht wenige „Mischlinge“ konnten als hoch qualifizierte Techniker und sogar Prokuristen in Rüstungsbetrieben bis 1944 ihren Lebensunterhalt verdienen, während ihre Eltern – insbesondere bei „Mischehen“ mit jüdischem Ehemann – verarmten und auf Unterstützung angewiesen waren.

### Zwangsarbeit
Seit Sommer 1942 erwog man den Einsatz der „jüdischen Mischlinge ersten Grades“ und „jüdisch Versippten“ (der „arischen“ Ehepartner in Mischehen) in Arbeitsbataillonen. Diese sollten jedoch nach Vorschlag Ernst Kaltenbrunners vom Reichssicherheitshauptamt nicht wie „Wehrunwürdige“ in Bewährungsbataillonen der Wehrmacht zusammengefasst, sondern in gesonderten Formationen der Organisation Todt, dem so genannten Sonderkommando J, „in einem besonders verschärften Einsatz“ verwendet werden. Schließlich fiel nach kontroversen Verhandlungen mit der Kanzlei des Führers und dem Oberkommando der Wehrmacht eine Entscheidung, und im November 1943 befahl Fritz Sauckel als „Generalbevollmächtigter für den Arbeitseinsatz“ den Geschlossenen Arbeitseinsatz der „Mischlinge“ bei der Organisation Todt. Ende 1943 lief die Aktion nur langsam an.
Ab März 1944 stellten die Arbeitsverwaltungen Gruppen von jeweils einhundert Zwangsarbeitern aus „Wehrunwürdigen“, „jüdischen Mischlingen ersten Grades“ sowie „in Mischehe lebenden Ariern“ und „Zigeunern“ zusammen. Diese „Sonderdienstverpflichteten“ der Organisation Todt mussten zum Beispiel in Nordfrankreich Militärstellungen ausbauen, in Hamburg als „Sonderkommando J“ Trümmer beseitigen oder in Bedburg beim Bau einer unterirdischen Hydrieranlage mitarbeiten. Die reichsweite Durchführung erreichte jedoch nicht den erwarteten Umfang, weil kriegswichtige Betriebe ihre Arbeitskräfte zurückhielten. Im Oktober 1944 wurde die Gestapo beauftragt, alle männlichen „jüdischen Mischlinge ersten Grades“ und alle „jüdisch Versippten“ aus den Betrieben herauszuziehen. Dennoch war die Aktion erst im Dezember 1944 abgeschlossen. Wahrscheinlich waren weit mehr als zehntausend, vielleicht bis zu zwanzigtausend meist männliche Zwangsarbeiter aus der Gruppe der „Mischlinge“ und „jüdisch Versippten“ zum geschlossenen Arbeitseinsatz eingezogen.

### Wehrmacht
Die wechselhafte Rolle der „Mischlinge“ in der Wehrmacht ist nur teilweise erforscht und unübersichtlich: Bei der Berufsarmee muss unterschieden werden zwischen Offizieren und Mannschaftsdienstgraden; für Wehrpflichtige galten wieder andere Vorschriften, die sich überdies mehrfach änderten und zeitweilig unterlaufen wurden.
Bereits im Februar 1934 übernahm die Wehrmacht die Bestimmungen des Gesetzes zur Wiederherstellung des Berufsbeamtentums und entließ Offiziere, wenn ein einziger jüdischer Großelternteil nachweisbar war; längerdienende Unteroffiziere und Mannschaften wurden entsprechend mit einer Verfügung vom 8. Juni 1936 aus dem Dienst entlassen. Ein Heiratsverbot mit „Nichtariern“ galt für Wehrmachtsangehörige schon vor Erlass der Nürnberger Gesetze.
Andererseits ließ eine Verordnung vom 25. Juli 1935 (RGBl. I, S. 1047) zu, dass „jüdische Mischlinge“ aktiven Wehrdienst ableisteten; sie durften allerdings nicht Vorgesetzte werden. Durch Erlass vom 8. April 1940 sollten „Mischlinge ersten Grades“ sowie damit „jüdisch Versippte“ grundsätzlich aus der Wehrmacht entlassen werden, konnten jedoch ausnahmsweise in der Truppe verbleiben, wenn sie sich durch besondere Tapferkeit ausgezeichnet hatten. Derartige Gesuche sollten von Adolf Hitler selbst entschieden werden, der darüber hinaus in Aussicht stellte, diese Personen nach dem Kriege als „deutschblütig“ einzustufen. „Mischlinge zweiten Grades“ konnten grundsätzlich weiter bei der Truppe dienen. Anfang 1943 erwog man, die zuvor entlassenen 8330 wehrpflichtigen Mischlinge und „jüdisch Versippten“ wieder einzuberufen.
Ehemalige Unteroffiziere und Offiziere mit diesem Status durften nur mit „persönlicher Genehmigung des Führers“ wieder eingestellt oder befördert werden. Ab Oktober 1942 wurden solche Ausnahmegenehmigungen nicht mehr erteilt; 1944 wurden derartige Genehmigungen sogar widerrufen.
Offenbar verblieb jedoch eine nennenswerte Zahl von „jüdischen Mischlingen ersten Grades“ mit stillschweigender Duldung ihrer Vorgesetzten in der Wehrmacht. Viele „Mischlinge“ hofften, durch besondere Verdienste in der Wehrmacht später die vollen Staatsbürgerrechte und ihre Gleichstellung erlangen zu können. Außerdem schützte ihr Dienst ihre Angehörigen: Jüdische Elternteile wurden von der Deportation zurückgestellt, wenn bekannt war, dass ein Sohn „im Felde stand“.

## Auswanderung
Die Vertreibungspolitik der Nationalsozialisten richtete sich bis 1941 in erster Linie gegen die von ihnen als „Volljuden“ definierte Gruppe. Auswanderungsmotive „jüdischer Mischlinge“ entstanden durch erlittene Demütigungen, die Verfolgung von Angehörigen, Einschränkungen in Ausbildung und Beruf und Heiratsbeschränkungen.
Jüdische Hilfsorganisationen, die vielfach von ausländischen Spendern unterstützt wurden, fühlten sich für „jüdische Mischlinge“ nicht zuständig. Die nur von 1937 bis 1939 bestehende „Vereinigung 1937 e. V.“, in der sich Mischlinge organisierten, wurde amtlich nicht als Auswandererberatungsstelle anerkannt. Unterstützung fanden christliche Nichtarier ab 1938 beim von der Sozialarbeiterin Margarete Sommer betreuten „Hilfswerk beim Bischöflichen Ordinariat Berlin“ oder dem „Büro Grüber“, das jedoch ohne Zuschüsse der Amtskirche auskommen musste. In der „Ostmark“ (Österreich) verhalf die Aktion Gildemeester Juden nicht-mosaischen Glaubens zur Ausreise.

## Besetzte Gebiete
Das Judenreferat im Reichssicherheitshauptamt versuchte, die innerhalb des Reiches strittige Entscheidungsfindung zu beeinflussen, indem es auch in den westlichen Besatzungsgebieten Fakten schuf. Im August 1941 beschloss Adolf Eichmann im Einvernehmen mit Arthur Seyß-Inquart, die in den Niederlanden lebenden „Halbjuden“ grundsätzlich den Volljuden gleichzusetzen und sie zu deportieren. Dies stieß auf Widerstand der Judenreferenten im Reichsinnenministerium. Ab 1. Mai 1942 waren in den Niederlanden auch „Halbjuden“ verpflichtet, den Judenstern zu tragen.
In den besetzten Ostgebieten wurden „Halbjuden“ und sogar „Vierteljuden“ als Mitglied einer jüdischen Kultusgemeinde unterschiedslos als „Volljuden“ eingestuft.